# 星ヶ丘駅 (大阪府)
星ヶ丘駅（ほしがおかえき）は、大阪府枚方市星丘二丁目にある、京阪電気鉄道交野線の駅。駅番号はKH62。

## 歴史
長らく枚方市方面行きホームとは地下通路で連絡していただけで、車イス利用者が枚方市方面へは私市行きの改札口で申し出ると駅員が補助して市道の踏み切りを渡り車イス使用者専用のスロープから枚方市行きホームへ出入りしていたが、バリアフリー化の工事が行われ、2011年（平成23年）3月31日に枚方市行きホームにも改札口が新設され、車イス対応の多目的トイレ・スロープも設置された。

### 年表
- 1938年（昭和13年）11月1日：信貴生駒電鉄枚方線の駅として、枚方東口（現・枚方市） - 村野間に新設開業。
- 1939年（昭和14年）5月1日：路線譲渡により交野電気鉄道の駅となる。
- 1945年（昭和20年）
  - 5月1日：会社合併により京阪神急行電鉄の駅となる[3]。
  - 9月15日：輸送混乱防止のため、使用を中止[3]。
- 1946年（昭和21年）2月15日：営業再開[3]。
- 1949年（昭和24年）12月1日：会社分離により京阪電気鉄道の駅となる。
- 1968年（昭和43年）12月1日：ホーム延伸、駅舎改良[3] 。
- 1971年（昭和46年）6月6日：中宮 - 村野間まで複線化により相対式ホームになり、構内地下道を新設・駅舎改良[3]。
- 2011年（平成23年）3月31日：西口改札口使用開始[4]。

## 駅構造
相対式2面2線のホームを持つ地上駅。改札口は私市行きホーム・枚方市行きホーム共に私市寄りにあるが、このうち枚方市行きホームの改札口は無人である。車イス利用者は私市行きホームへは改札内にスロープと車イス対応の多目的トイレが設置されている、枚方市行きホームはスロープのみ。
私市行きホームの改札には、切符売り場が設置されておらず、ICカードのチャージ機のみある。
トイレは私市行きホーム上に設けられている。また、改札内で枚方市行きホームと私市行きホームの地下通路がある。

### のりば
| 番線 | 路線    | 方向 | 行先       |
| ---- | ------- | ---- | ---------- |
| 1    | ■交野線 | 上り | 枚方市方面 |
| 2    | ■交野線 | 下り | 私市方面   |

- ホーム有効長は5両。

## 利用状況
2019年（令和元年）度のある特定日における1日の乗降人員は4,885人である。
交野線では、私市に次ぐ2番目に利用者が少ない駅である。
各年度の特定日における1日乗降・乗車人員数は下表の通り。
| 年度   | 特定日   | 特定日   | 出典        |
| 年度   | 乗降人員 | 乗車人員 | 出典        |
| ------ | -------- | -------- | ----------- |
| 2000年 | 6,380    | 3,275    | [ 統計 1 ]  |
| 2001年 | -        | -        |             |
| 2002年 | 5,873    | 2,988    | [ 統計 2 ]  |
| 2003年 | 5,857    | 2,961    | [ 統計 3 ]  |
| 2004年 | 5,916    | 3,027    | [ 統計 4 ]  |
| 2005年 | 5,805    | 2,943    | [ 統計 5 ]  |
| 2006年 | 5,656    | 2,876    | [ 統計 6 ]  |
| 2007年 | 5,534    | 2,806    | [ 統計 7 ]  |
| 2008年 | 5,371    | 2,745    | [ 統計 8 ]  |
| 2009年 | 5,239    | 2,613    | [ 統計 9 ]  |
| 2010年 | 5,299    | 2,715    | [ 統計 10 ] |
| 2011年 | 5,228    | 2,638    | [ 統計 11 ] |
| 2012年 | 4,979    | 2,534    | [ 統計 12 ] |
| 2013年 | 4,935    | 2,509    | [ 統計 13 ] |
| 2014年 | 5,160    | 2,607    | [ 統計 14 ] |
| 2015年 | 5,194    | 2,595    | [ 統計 15 ] |
| 2016年 | 5,086    | 2,567    | [ 統計 16 ] |
| 2017年 | 4,960    | 2,524    | [ 統計 17 ] |
| 2018年 | 5,084    | 2,602    | [ 統計 18 ] |
| 2019年 | 4,885    | 2,479    | [ 統計 19 ] |

## 駅周辺
駅東側は住宅地となっている。東へ抜けると桜丘団地や地域医療機能推進機構星ヶ丘医療センターに至るが、医療センターは駅からやや離れた所にある。駅西側にも住宅地はあるが、駅から少し離れた西側を天野川が流れ、その対岸は田畑となっているため民家の数は少ない。
- 枚方星丘郵便局
- 星ヶ丘洋裁学校[6]
- ひらしんテニスコート - 枚方信用金庫が所有するテニスコート[7]。
- 国道1号（京阪国道） - 駅北側で交野線と立体交差する。
- 大阪府道・奈良県道7号枚方大和郡山線
- 大阪府道20号枚方富田林泉佐野線
- 天野川

## 隣の駅
京阪電気鉄道
交野線
宮之阪駅 (KH61) - 星ヶ丘駅 (KH62) - 村野駅 (KH63)
- 括弧内は駅番号を示す。

#### 本文中の出典
1. ↑  “移動等円滑化取組報告書（鉄道駅）”.   京阪電気鉄道. 2025年3月8日閲覧。
2. ↑  出典・駅置きの広報誌「K PRESS」2011年1月号16面の『くらしのなかの京阪』
3. 1 2 3 4 5  出典・京阪電気鉄道開業100周年記念誌『京阪百年のあゆみ』資料編143‐144頁各駅紹介「星丘」
4. ↑  「おけいはん.ねっと｜駅情報局：星ヶ丘駅」の『駅構内図の2011.3.31現在』との記述より
5. 1 2 3  “星ヶ丘駅|駅構内図”.   京阪電気鉄道. 2022年9月19日閲覧。
6. ↑  “アクセス | 星ヶ丘洋裁学校”. 星ヶ丘洋裁学校.   星ヶ丘学園・星ヶ丘洋裁学校. 2022年8月9日時点のオリジナルよりアーカイブ。2023年4月22日閲覧。
7. ↑  “クラブ活動 | 枚方信用金庫”.   枚方信用金庫. 2023年4月27日時点のオリジナルよりアーカイブ。2023年4月22日閲覧。 “（※「硬式テニス部」を参照）”

#### 利用状況の出典
1. ↑  大阪府統計年鑑（平成13年） (PDF)
2. ↑  大阪府統計年鑑（平成15年） (PDF)
3. ↑  大阪府統計年鑑（平成16年） (PDF)
4. ↑  大阪府統計年鑑（平成17年） (PDF)
5. ↑  大阪府統計年鑑（平成18年） (PDF)
6. ↑  大阪府統計年鑑（平成19年） (PDF)
7. ↑  大阪府統計年鑑（平成20年） (PDF)
8. ↑  大阪府統計年鑑（平成21年） (PDF)
9. ↑  大阪府統計年鑑（平成22年） (PDF)
10. ↑  大阪府統計年鑑（平成23年） (PDF)
11. ↑  大阪府統計年鑑（平成24年） (PDF)
12. ↑  大阪府統計年鑑（平成25年） (PDF)
13. ↑  大阪府統計年鑑（平成26年） (PDF)
14. ↑  大阪府統計年鑑（平成27年） (PDF)
15. ↑  大阪府統計年鑑（平成28年） (PDF)
16. ↑  大阪府統計年鑑（平成29年） (PDF)
17. ↑  大阪府統計年鑑（平成30年） (PDF)
18. ↑  大阪府統計年鑑（令和元年） (PDF)
19. ↑  大阪府統計年鑑（令和2年） (PDF)